# Admirał Nachimow (1986)
Admirał Nachimow – radziecki a następnie rosyjski krążownik rakietowy z napędem atomowym projektu 1144. Okręt będący trzecią z serii jednostką projektu 1144 wszedł do służby w grudniu 1988 roku. Po wejściu do służby znany był jako „Kalinin”. W 1992 roku jednostkę nazwano imieniem XIX-wiecznego admirała Pawła Nachimowa, jednego z twórców rosyjskiej marynarki wojennej.

## Historia
Stępkę pod budowę trzeciego okrętu projektu 1144 położono w stoczni bałtyckiej w Leningradzie 17 maja 1983 roku. Wodowanie nastąpiło 25 kwietnia 1986 roku. Wejście do służby 30 grudnia 1988 roku. Okręt włączono w skład Floty Północnej 21 kwietnia 1989 roku. Z powodu zakończenia zimnej wojny okręt nie był intensywnie wykorzystywany. Od 1999 roku przebywa na terenie stoczni Siewmasz w Siewierodwińsku, gdzie oczekuje ukończenia remontu i modernizacji. W 2006, 2008 i 2010 roku ogłaszano komunikaty o wznowieniu prac nad okrętem, jednak ostatecznie prac tych nie zdołano ukończyć. Jednym z powodów takiej sytuacji był brak decyzji o tym, jaką rolę w rosyjskiej marynarce wojennej ma on pełnić.
W 2014 roku ogłoszono nowy plan dokończenia przebudowy okrętu i wcielenia go do Floty Pacyfiku w 2018 roku. W listopadzie 2015 roku zakończyły się prace przy demontowaniu starego wyposażenia, dzięki czemu można było zacząć instalować nowe, w skład którego wchodzi system przeciwlotniczy S-400 i ponaddźwiękowe pociski przeciwokrętowe P-800 Oniks.
Próby morskie okrętu po remoncie oczekiwane były na grudzień 2023 roku, a jego powrót do służby na 2024 rok. Obydwa terminy nie zostały dotrzymane.